# Verbot von mengenmäßigen Beschränkungen
Das Verbot von mengenmäßigen Beschränkungen ist ein zentraler Bestandteil des Allgemeinen Zoll- und Handelsabkommens (GATT) sowie des Vertrages über die Arbeitsweise der Europäischen Union.

## Zweck und Inhalt
Das Allgemeine Zoll- und Handelsabkommen (GATT) verfolgt seit 1947 den Zweck, den Welthandel durch den Abbau von Zöllen zu fördern. Die Europäische Union geht darüber hinaus, in ihr sind Zölle völlig abgeschafft.
Dieser Zweck kann aber nur erreicht werden, wenn nicht an Stelle von gesenkten oder abgeschafften Zöllen andere Maßnahmen treten, die den internationalen Handel beeinträchtigen. Es hilft nichts, einen Zollsatz von bisher 1000 Prozent auf acht Prozent zu senken, wenn gleichzeitig die Einfuhr der betreffenden Ware auf zwanzig Container jährlich beschränkt und damit der Umfang des Handels zementiert wird, der vor der Zollsenkung bestand.
Daher erklären GATT und AEU-Vertrag derartige Beschränkungen für unzulässig.

## Regelung im GATT
Im GATT ist das Verbot von mengenmäßigen Beschränkungen in Artikel 11 enthalten.  In dem Fall "India — Measures Affecting the Automotive Sector" hat das Panel 2001 entschieden, dass dieses Verbot alle Behinderungen des internationalen Handels erfasst; danach war insbesondere die indische Regelung mit Artikel 11 nicht zu vereinbaren, wonach Autohersteller verpflichtet waren, die Einfuhr von Bauteilen durch Exporte gleichen Wertes auszugleichen.
Die stärkste mengenmäßige Beschränkung ist ein völliges Handelsverbot, wie es etwa das Wassenaar-Abkommen vorsieht. Dieses ist wegen der Ausnahme in Artikel 21 mit dem GATT vereinbar.
Andere wichtige Ausnahmen enthält Artikel 20 GATT. Danach sind etwa Maßnahmen zulässig, die zum Schutz von Leben und Gesundheit oder zum Schutz von Patenten oder Urheberrechten erforderlich sind.

## Regelung in der Europäischen Union
In der Europäischen Union wird die Warenverkehrsfreiheit in Art. 34 und Art. 35 AEU-Vertrag garantiert, deren Vorbild die Regelung in Artikel 11 GATT ist. Neben mengenmäßigen Beschränkungen verbieten diese Artikel „Maßnahmen gleicher Wirkung“. Diese definiert der Europäische Gerichtshof seit der Dassonville-Entscheidung von 1974 sehr weit: „Jede Handelsregelung der Mitgliedstaaten, die geeignet ist, den innergemeinschaftlichen Handel unmittelbar oder mittelbar, tatsächlich oder potentiell zu behindern, ist als Maßnahme mit gleicher Wirkung wie eine mengenmäßige Beschränkung anzusehen.“
Die Ausnahmen vom Verbot mengenmäßiger Beschränkungen ergeben sich aus Art. 36 AEU-Vertrag; dieser lässt ebenfalls Ausnahmen unter anderem zum Schutz von Leben und Gesundheit sowie Patenten und Urheberrechten zu.